# Marcella Althaus-Reid
Pour les articles homonymes, voir Althaus.
Marcella Althaus-Reid, née en 1952 à Rosario (Argentine) et morte le 20 février 2009 à Édimbourg (Écosse), est une professeure de théologie qui enseignait à l'université d'Édimbourg. Première femme professeure de théologie de cette université, elle était alors plus largement la seule femme professeure de théologie dans une université écossaise.

## Œuvres
- (en) Indecent Theology. Theological Perversions in Sex, Gender and Politics
- (en) The Queer God
- (en) From Feminist Theology to Indecent Theology
- (en) Queer Theology. A Primer (coédité avec Prof L. Isherwood)
- (en) From Liberation Theology to Indecent Theology – the Trouble with Normality in Theology